# Luna Vujović
Luna Vujović (serbisch-kyrillisch Луна Вујовић; * 24. Juli 2009 in Herceg Novi, Montenegro) ist eine serbische Tennisspielerin.

## Leben

### Karriere
Luna Vujović kam zu dem Tennissport durch die Leidenschaft ihres Vaters und Großmutter, die es immer geschaut haben. Mit sechs Jahren begann sie mit dem Sport, inspiriert durch Novak Đoković. Neben Đoković sind ihre Tennis-Idole noch Carlos Alcaraz, Jelena Rybakina und Marija Scharapowa.
2023 gewann sie die U14-Wimbledon-Championships, im Endspiel besiegte sie Hollie Smart mit 6:3 und 6:1. Eine Woche später triumphierte sie bei den U14-Tennis-Europameisterschaften, wo sie im Endspiel Dusica Popovski mit 6:3 und 6:3 bezwang.
2025 spielte sie erstmals für die serbische Billie-Jean-King-Cup-Mannschaft.

## Abschneiden bei Grand-Slam-Turnieren

### Juniorinneneinzel
| Turnier         | 2025 | Karriere |
| --------------- | ---- | -------- |
| Australian Open | 1    | 1        |
| French Open     | 1    | 1        |
| Wimbledon       | 1    | 1        |
| US Open         |      | —        |

Zeichenerklärung: S = Turniersieg; F, HF, VF, AF = Einzug ins Finale / Halbfinale / Viertelfinale / Achtelfinale; 1, 2, 3 = Ausscheiden in der 1. / 2. / 3. Hauptrunde; nicht ausgetragen

### Juniorinnendoppel
| Turnier         | 2025 | Karriere |
| --------------- | ---- | -------- |
| Australian Open | VF   | VF       |
| French Open     | VF   | VF       |
| Wimbledon       | AF   | AF       |
| US Open         |      | —        |